# Загайки
Загайки — історичний район містечка Срібне Чернігівської області. Колишнє село Варвинського р-ну, включене 1959 до складу смт Срібне. Розташовувалось на р. Срібнянці, за 0,5 км від Срібного.
Вперше згадуються 1741. Входили до Срібнянської сотні Прилуцького полку, до Глинського пов. (1782-96), до Прилуцького пов. (1797—1923), до Срібнянського р-ну Прилуцького округу (1923—1930).
Хутір заснував (до 1739) срібнянський сотник Антон Троцина. 1741 власником став його син Микола (теж срібнянський сотник). У цей час в хут. було два сади, на р. Срібнянці діяли водяний млин і «винниця». 1764 Микола Троцина ще був власником хут, у якому наліч. 13 дворів селян.
Пізніше 3агайки перейшли до бунчукового товариша Трифановського, якими він володів і 1781.
1774 3агайки звалися вже селом, була церква.
1843 3агайки — село без церкви (дєрєвня).
1859 3агайки наліч. 130 дворів, 572 жит. приписаних до парафії Хресто-Воздвиженської ц-ви м-ка Срібного. Входили до Срібнянської волості 2-го стану. 1886 — 10 дворів козаків, 17 дворів селян казенних, 150 дворів селян-власників, які входили до сільс. громади Трифановського, 3 двори міщан та ін., 186 хат, 953 жит.
1910 — 197 госп., з них козаків — 13, селян — 182, ін. непривілейованих — 2, наліч. 1114 жит., у тому числі 8 теслярів, 11 кравців, 6 шевців, столяри, 1 коваль, 3 слюсари, 5 ткачів, 6 візників, 61 поденник, 13 займалися інтелігентними та 182 — ін. неземлеробськими заняттями, все ін. доросле населення займалося землеробством. 511 дес. придатної землі.
У 1923-30 pp. 3агайки підпорядковані Срібнянській сільраді. У 1925 — 332 двори, 1731 жит.; 1930 — 308 дворів, 1472 жит.